# Diphosphure de zinc
Le diphosphure de zinc est un composé chimique inorganique de phosphore et de zinc. Sa formule brute est ZnP2.

## Propriétés physiques et chimiques
Il s'agit d'un corps solide semi-conducteur rouge. Sa structure cristalline est tétragonale (α-ZnP2) et se transforme en un polymorphe monoclinique noir (β-ZnP2) à plus de 990 °C. Le polymorphe stable à température ambiante, α-ZnP2, a une largeur de bande interdite de 2,05 eV, expliquant notamment sa couleur.

## Préparation
Le phosphure de zinc ZnP2 peut être préparé par réaction directe du zinc avec le phosphore dans des conditions riches en phosphore :
Zn + 2 P → ZnP2